# Anheuser-Busch
Anheuser-Busch é uma empresa multinacional americana fabricante de cervejas. Está localizada em Saint Louis, Missouri, Estados Unidos. Em 2008 foi adquirida pela cervejaria InBev, transformando essa nova empresa na maior cervejaria do mundo.

## História
A empresa foi fundada em 1860 por Eberhard Anheuser. Ele comprou a cervejaria Bavarian e a renomeou para E. Anheuser & Cia. Quatro anos depois, seu genro Adolphus Busch entrou na empresa, que passou a se chamar Anheuser-Busch.
A cervejaria também ficou conhecida pela fabricação da cerveja Budweiser, introduzida no mercado em 1876.
A empresa foi comprada em 2008 pela InBev por 52 bilhões de dólares, fazendo da InBev a maior cervejaria do mundo.
Em dezembro de 2016 a fabricante de cervejas japonesa Asahi, compra um grupo de cervejas do leste europeu pertencentes a Anheuser-Busch da InBev por € 7,3 bi.